# Aceh

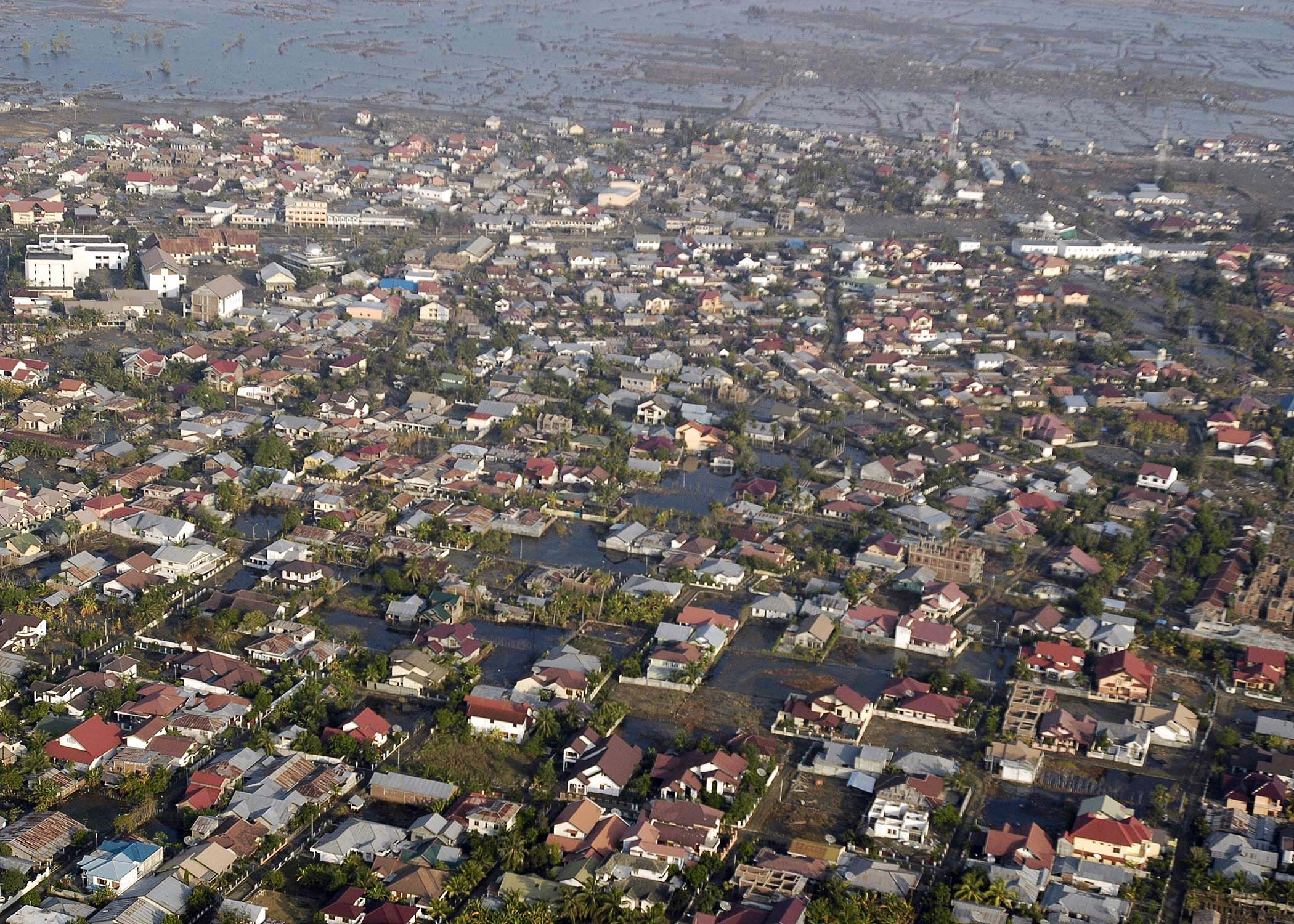
Luftaufnahme der Hauptstadt Banda Aceh nach dem Tsunami von 2004

Aceh [ʔaˈt͡ɕɛh] (alte Schreibweisen: Atjeh, Atschin, Atjih, englisch Acheen) ist eine indonesische Provinz an der Nordwestspitze der Insel Sumatra. Der offizielle Name lautet Nanggroe Aceh Darussalam, die Hauptstadt ist Banda Aceh. Aceh ist bekannt für die Bestrebungen nach Unabhängigkeit und einen jahrhundertelangen Kampf, den sie sowohl den niederländischen Kolonialtruppen als auch der indonesischen Zentralregierung lieferte. Im Osten benachbart liegt die Provinz Nordsumatra (Sumatra Utara).
Mit den Friedensvereinbarungen von 2005 genießt die Provinz als Sonderregion gewisse Autonomierechte. Im März 2003 wurde in Aceh als einzige indonesische Provinz das islamische Recht der Schari'a eingeführt.

## Geographie
Aceh liegt im äußersten Nordwesten von Sumatra und grenzt im Osten an die Provinz Nordsumatra. An der Nordostküste liegt der Beginn der Straße von Malakka, die sich aber von 300 km Breite gegen Singapur zu auf wenige Kilometer verengt. Mit dem Schiff von der Landspitze bei Banda Aceh Richtung Norden fahrend, kommt man nach 200 bis 1000 km zu den verstreuten Inseln der Andamanen und Nikobaren, die aber zum entfernten Indien gehören.
Die Oberfläche Acehs ist von Gebirgen geprägt, die im Nationalpark Gunung Leuser 3380 m Höhe erreichen. Eine breitere Küstenebene liegt entlang der Nordostküste, im Süden einige Sumpfebenen. Im Südosten hat die Provinz Anteil am Nationalpark Gunung Leuser. Die Hauptstadt Banda Aceh hat etwa 257.000 Einwohner.

## Verwaltungsgliederung
Aceh besteht aus folgenden 18 Kabupaten (Regierungsbezirken) und 5 Kota (Städten), die sich in Kecamatan (Distrikte) und Dörfer untergliedern. Die Dörfer in der Provinz Aceh tragen die Bezeichnung Gampong, es gibt nur Dörfer mit ländlichem Charakter, also keine Keluruhan. Die Dörfer werden zu Mukim zusammengefasst.
| Kode 1 | Wappen | Kabupaten/Kota Regierungsbezirk/Stadt | Ibu Kota Regierungssitz | Lage | Kecamatan 2 Subdistrikt | Mukim / Gampong 3 Gemeinden | 0Fläche0 [km²] | Bevölkerung (2010) 4 | Bevölkerung (2020) 5 | Dichte Einw./km² (2020) |
| ------ | ------ | ------------------------------------- | ----------------------- | ---- | ----------------------- | --------------------------- | -------------- | -------------------- | -------------------- | ----------------------- |
| 11.01  |        | Kab. Simeulue                         | Sinabang                |      | 10                      | 29 / 138                    | 2.051,48       | 80.674               | 92.865               | 45,3                    |
| 11.02  |        | Kab. Aceh Singkil                     | Singkil                 |      | 11                      | 16 / 116                    | 2.185,00       | 102.509              | 126.514              | 57,9                    |
| 11.03  |        | Kab. Aceh Selatan                     | Tapaktuan               |      | 18                      | 43 / 260                    | 3.841,60       | 202.251              | 232.414              | 60,5                    |
| 11.04  |        | Kab. Aceh Tenggara                    | Kutacane                |      | 16                      | 51 / 385                    | 4.231,43       | 179.010              | 220.860              | 52,2                    |
| 11.05  |        | Kab. Aceh Timur                       | Idi Rayeuk              |      | 24                      | 45 / 515                    | 6.286,01       | 360.475              | 422.401              | 67,2                    |
| 11.06  |        | Kab. Aceh Tengah                      | Takengon                |      | 14                      | 18 / 295                    | 4.318,39       | 175.527              | 215.576              | 49,9                    |
| 11.07. |        | Kab. Aceh Barat                       | Meulaboh                |      | 12                      | 33 / 321                    | 2.927,95       | 173.558              | 198.736              | 67,9                    |
| 11.08  |        | Kab. Aceh Besar                       | Kota Jantho             |      | 23                      | 68 / 604                    | 2.969,00       | 351.418              | 405.535              | 136,6                   |
| 11.09  |        | Kab. Pidie                            | Sigli                   |      | 23                      | 94 / 731                    | 3.086,95       | 379.108              | 435.275              | 141,0                   |
| 11.10  |        | Kab. Bireuen                          | Bireuen                 |      | 17                      | 75 / 609                    | 1.901,20       | 389.288              | 436.418              | 229,6                   |
| 11.11  |        | Kab. Aceh Utara                       | Lhoksukon               |      | 27                      | 67 / 852                    | 3236,86        | 529.751              | 602.793              | 186,2                   |
| 11.12  |        | Kab. Aceh Barat Daya                  | Blangpidie              |      | 9                       | 20 / 152                    | 1490,60        | 126.036              | 150.775              | 101,2                   |
| 11.13  |        | Kab. Gayo Lues                        | Blangkejeren            |      | 11                      | 25 / 148                    | 5.719,58       | 79.560               | 99.532               | 17,4                    |
| 11.14  |        | Kab. Aceh Tamiang                     | Karang Baru             |      | 12                      | 27 / 213                    | 1.956,72       | 251.914              | 294.356              | 150,4                   |
| 11.15  |        | Kab. Nagan Raya                       | Suka Makmue             |      | 10                      | 30 / 222                    | 3.363,72       | 139.663              | 168.392              | 50,1                    |
| 11.16  |        | Kab. Aceh Jaya                        | Calang                  |      | 9                       | 21 / 172                    | 3.812,99       | 76.782               | 93.159               | 24,4                    |
| 11.17  |        | Kab. Bener Meriah                     | Simpang Tiga Redelong   |      | 10                      | 12 / 232                    | 1.454,09       | 122.277              | 161.342              | 111,0                   |
| 11.18  |        | Kab. Pidie Jaya                       | Meureudu                |      | 8                       | 34 / 222                    | 1.073,60       | 132.956              | 158.397              | 147,5                   |
| 11.71  |        | Kota Banda Aceh                       | Banda Aceh              |      | 9                       | 17 / 90                     | 61,36          | 223.446              | 252.899              | 4.121,6                 |
| 11.72  |        | Kota Sabang                           | Sabang                  |      | 2                       | 7 / 18                      | 153,00         | 30.653               | 41.197               | 269,3                   |
| 11.73  |        | Kota Langsa                           | Langsa                  |      | 5                       | 6 / 66                      | 262,41         | 148.945              | 185.971              | 708,7                   |
| 11.74  |        | Kota Lhokseumawe                      | Lhokseumawe             |      | 4                       | 9 / 68                      | 181,06         | 171.163              | 188.713              | 1.042,3                 |
| 11.75  |        | Kota Subulussalam                     | Subulussalam            |      | 5                       | 8 / 82                      | 1.391,00       | 67.446               | 90.751               | 65,2                    |
| 11     |        | Provinsi Aceh                         | Banda Aceh              |      | 289                     | 755 / 6.497                 | 57.956,00      | 4.494.410            | 5.274.871            | 91,0                    |

## Bevölkerung
Die Bevölkerung von Aceh ist groß gewachsen, dunkelhäutig und unterscheidet sich ethnisch von den übrigen Indonesiern. Das Mehrheitsvolk, Aceh oder Achinesen genannt, spricht eine eigene Sprache (Aceh-Sprache oder Achinesisch genannt). Es gibt eine Reihe weiterer Bevölkerungsgruppen, die vorwiegend im Landesinneren leben, darunter die Alas und Kluet, die sprachlich den Batak-Völkern zuzuordnen sind, die Gayo und die Aneuk Jamee, die Nachkommen eingewanderter Minangkabau sind. Auf der Insel Simeulue wird eine eigene Sprache gesprochen. Die Bevölkerung dort hat viele kulturelle Ähnlichkeiten mit der von Nias. Zudem gibt es eine kleine Gruppe zugewanderter Araber.
98,92 % der Bevölkerung sind Muslime (ca. 80 % davon orthodox, sogenannte „Santris“), 0,92 % sind Christen (37.620 Protestanten und 9.181 Katholiken). Ihr Anteil ist im Kabupaten Aceh Tenggara am höchsten (17,78 %). Weiterhin leben in der Provinz Buddhisten (zumeist in der Provinzhauptstadt Banda Aceh – 0,15 %) und Hindus (236). Der HDI-Wert stieg analog zum Landeswert von 70,00 im Jahr 2016 auf 71,99 im Jahr 2020 (Indonesien: 70,18 → 71,94).
Die Arbeitslosenrate lag 2020 bei 6,59 %. Die Kota Lhoksaumawe hatte die höchste (11,99 %), während sie im Bezirk Bener Meriah mit 1,35 % am niedrigsten war.

### Bevölkerungsentwicklung und Geschlechterverteilung
Nachfolgende Tabelle gibt den Bevölkerungsstand nach Geschlecht zum Zensus 2020, vom Jahresende 2022, von der Jahresmitte und zum Jahresende 2023 wieder. Er resultiert neben der Zensusergebnissen aus den Ergebnissen der Fortschreibung durch die örtlichen Zivilregistrierungsbüros (Disdukcapil, indonesisch Dinas Kependudukan dan Pencatatan Sipil). Diese Bevölkerungsstände können in drei interaktiven Karten und über eine Datenbank abgerufen werden. Zusätzlich wurde nach der Rang der Kabupaten und Kota innerhalb der Provinz nach den letzten Bevölkerungsangaben von Ende 2023 angegeben.
| Kab./Kota         | Zensus 2020 | Zensus 2020 | Zensus 2020 | Zensus 2020 | Ende 2022 | Ende 2022 | Ende 2022 | Mitte 2023 | Mitte 2023 | Mitte 2023 | Ende 2023 | Ende 2023 | Ende 2023 | Ende 2023 | Rang |
| Kab./Kota         | insg.       | männl.      | weibl.      | Sex Ratio   | insg.     | männl.    | weibl.    | insg.      | männl.     | weibl.     | insg.     | männl.    | weibl.    | Sex Ratio | Rang |
| ----------------- | ----------- | ----------- | ----------- | ----------- | --------- | --------- | --------- | ---------- | ---------- | ---------- | --------- | --------- | --------- | --------- | ---- |
| Aceh Selatan      | 232.414     | 116.542     | 115.872     | 100,58      | 234.339   | 117.285   | 117.054   | 235.525    | 117.925    | 117.600    | 236.933   | 118.658   | 118.275   | 100,32    | 8    |
| Aceh Tenggara     | 220.860     | 110.799     | 110.061     | 100,67      | 228.175   | 114.467   | 113.708   | 229.368    | 114.942    | 114.426    | 231.331   | 115.899   | 115.432   | 100,40    | 9    |
| Aceh Timur        | 422.401     | 212.286     | 210.115     | 101,03      | 441.719   | 222.124   | 219.595   | 445.666    | 224.138    | 221.528    | 449.796   | 226.316   | 223.480   | 101,27    | 3    |
| Aceh Tengah       | 215.576     | 109.262     | 106.314     | 102,77      | 222.558   | 112.101   | 110.457   | 223.932    | 112.948    | 110.984    | 227.168   | 114.611   | 112.557   | 101,82    | 10   |
| Aceh Barat        | 198.736     | 100.492     | 98.244      | 102,29      | 200.123   | 100.666   | 99.457    | 201.719    | 101.433    | 100.286    | 204.475   | 102.917   | 101.558   | 101,34    | 11   |
| Aceh Besar        | 405.535     | 204.428     | 201.107     | 101,65      | 429.143   | 215.260   | 213.883   | 432.491    | 216.867    | 215.624    | 435.298   | 218.118   | 217.180   | 100,43    | 5    |
| Pidie             | 435.275     | 215.878     | 219.397     | 98,40       | 439.298   | 216.031   | 223.267   | 442.705    | 217.840    | 224.865    | 444.898   | 218.990   | 225.908   | 96,94     | 4    |
| Aceh Utara        | 602.793     | 301.211     | 301.582     | 99,88       | 619.506   | 308.321   | 311.185   | 624.582    | 311.080    | 313.502    | 627.543   | 312.500   | 315.043   | 99,19     | 1    |
| Simeulue          | 92.865      | 47.630      | 45.235      | 105,29      | 95.047    | 48.754    | 46.293    | 95.529     | 48.964     | 46.565     | 96.031    | 49.167    | 46.864    | 104,91    | 22   |
| Aceh Singkil      | 126.514     | 63.978      | 62.536      | 102,31      | 131.423   | 66.224    | 65.199    | 132.543    | 66.772     | 65.771     | 135.435   | 68.304    | 67.131    | 101,75    | 18   |
| Bireuen           | 436.418     | 215.282     | 221.136     | 97,35       | 451.952   | 222.286   | 229.666   | 455.555    | 224.167    | 231.388    | 458.978   | 226.002   | 232.976   | 97,01     | 2    |
| Aceh Barat Daya   | 150.775     | 76.254      | 74.521      | 102,33      | 153.829   | 77.709    | 76.120    | 154.554    | 78.075     | 76.479     | 154.800   | 78.058    | 76.742    | 101,71    | 17   |
| Gayo Lues         | 99.532      | 50.026      | 49.506      | 101,05      | 102.314   | 51.365    | 50.949    | 102.893    | 51.658     | 51.235     | 104.856   | 52.666    | 52.190    | 100,91    | 19   |
| Aceh Jaya         | 93.159      | 47.264      | 45.895      | 102,98      | 97.124    | 49.137    | 47.987    | 98.335     | 49.790     | 48.545     | 99.717    | 50.490    | 49.227    | 102,57    | 21   |
| Nagan Raya        | 168.392     | 85.039      | 83.353      | 102,02      | 173.316   | 87.141    | 86.175    | 174.326    | 87.672     | 86.654     | 176.461   | 88.872    | 87.589    | 101,46    | 14   |
| Aceh Tamiang      | 294.356     | 149.263     | 145.093     | 102,87      | 303.471   | 153.303   | 150.168   | 305.890    | 154.487    | 151.403    | 308.102   | 155.686   | 152.416   | 102,15    | 6    |
| Bener Meriah      | 161.342     | 81.765      | 79.577      | 102,75      | 171.400   | 86.572    | 84.828    | 172.781    | 87.320     | 85.461     | 175.781   | 88.941    | 86.840    | 102,42    | 15   |
| Pidie Jaya        | 158.397     | 78.742      | 79.655      | 98,85       | 160.828   | 79.501    | 81.327    | 161.705    | 79.953     | 81.752     | 163.591   | 80.930    | 82.661    | 97,91     | 16   |
| Kota Banda Aceh   | 252.899     | 127.435     | 125.464     | 101,57      | 255.409   | 127.681   | 127.728   | 257.313    | 128.392    | 128.921    | 259.538   | 129.400   | 130.138   | 99,43     | 7    |
| Kota Sabang       | 41.197      | 20.838      | 20.359      | 102,35      | 43.176    | 21.734    | 21.442    | 43.395     | 21.860     | 21.535     | 43.527    | 21.941    | 21.586    | 101,64    | 23   |
| Kota Lhokseumawe  | 188.713     | 93.676      | 95.037      | 98,57       | 192.860   | 95.689    | 97.171    | 193.950    | 96.247     | 97.703     | 196.067   | 97.339    | 98.728    | 98,59     | 12   |
| Kota Langsa       | 185.971     | 93.408      | 92.563      | 100,91      | 186.211   | 93.697    | 92.514    | 186.958    | 94.041     | 92.917     | 182.469   | 91.560    | 90.909    | 100,72    | 13   |
| Kota Subulussalam | 90.751      | 46.065      | 44.686      | 103,09      | 99.091    | 50.158    | 48.933    | 99.910     | 50.656     | 49.254     | 103.044   | 52.320    | 50.724    | 103,15    | 20   |
| A C E H           | 5.274.871   | 2.647.563   | 2.627.308   | 100,77      | 5.432.312 | 2.717.206 | 2.715.106 | 5.471.625  | 2.737.227  | 2.734.398  | 5.515.839 | 2.759.685 | 2.756.154 | 100,13    |      |

## Wirtschaft
Aceh besitzt eines von Indonesiens größten Erdöl- und Erdgasvorkommen. Viele internationale Ölfirmen haben sich in der Provinz niedergelassen. Im Gegensatz zum Ölreichtum steht jedoch die Armut der Bevölkerung. Weitere Bodenschätze umfassen Kupfer, Gold und Eisen. Aceh hat große Regenwaldflächen, die durch die Herstellung von Palmöl bedroht sind.

## Geschichte
Der Islam erreichte das in den Indischen Ozean vorragende Aceh früher als andere indonesische Regionen, vermutlich schon im achten Jahrhundert. Im neunten Jahrhundert wurde das erste islamische Königreich, Perlak, gegründet; Pasai, Tamiah, Aceh folgten, so dass der Islam bis zum Ende des 13. Jahrhunderts in dieser Gegend Fuß fasste. Ebenfalls im 13. Jahrhundert kamen Kaufleute aus Persien nach Aceh.

### Sultanat von Aceh (1496–1903)
Als die Portugiesen 1511 Malakka einnahmen, wichen viele Händler (bes. Moslems) auf andere Häfen aus und das Sultanat von Aceh entwickelte sich zu einer bedeutenden Handelsmacht. Um Unterstützung gegen die vordringenden Portugiesen zu erhalten, wurden 1566 Gesandte nach Istanbul geschickt. Der türkische Admiral Kurtoğlu Hızır Reis befehligte 1566/67 eine Flotte von 15 Schiffen, die über Surat, Janjira und Sri Lanka segelte und von denen zwei Schiffe in Aceh ankamen. Weitere Schiffe folgten. Aceh wurde zu einem Protektorat des osmanischen Reiches. Im 17. Jahrhundert begannen die europäischen Kolonialmächte (insbesondere Portugal, Großbritannien, Niederlande), Einfluss auf die Region auszuüben. 1602 gründete die Niederländische Ostindien-Kompanie eine Handelsniederlassung in Aceh, dennoch konnte das Sultanat seine Eigenständigkeit bewahren, auch nach 1824, als die Briten den Niederländern vertraglich die Oberhoheit über Sumatra zusicherten.
1821 bis 1837 kam es zu den Padri-Kriegen, die zwischen den orthodoxen Muslimen von Aceh (Padri) und den Minangkabau als den Anhängern eines mit alten Bräuchen durchsetzten Volksislam (Adat) ausgetragen wurden. Die Minangkabau wurden von holländischen Truppen unterstützt. Am 26. März 1873 erklärten die Niederlande Aceh den Krieg und marschierten am 8. April mit einer Expedition beim Kraton ein. Hier befand sich die befestigte Residenz des Sultans, die so tapfer verteidigt wurde, dass sich die Holländer am 28. April wieder zurückzogen. Eine zweite, stärkere Expedition rückte seit dem 11. Dezember 1873 unter General van Swieten unter ununterbrochenen blutigen Gefechten gegen den Kraton vor und nahm ihn schließlich am 24. Januar 1874 ein. Ab etwa 1880 organisierte man das Land politisch, bildete eine Provinz mit drei Distrikten und versuchte eine vollständige Beruhigung der Zivilgewalt. Doch musste bereits 1884 wieder ein Militärgouverneur eingesetzt werden. Einer der Unabhängigkeitskämpfer war Teuku Umar (1854–1899), der ab 1873 mit Guerilla-Aktionen für ein freies Aceh kämpfte und heute zu den indonesischen Nationalhelden gezählt wird. Er starb bei einem Angriff holländischer Truppen auf seinen Heimatort Meulaboh.

### Unabhängigkeitsbestrebungen und Widerstandskampf (1903–2004)
Der Widerstand der Achenesen zog sich mehrere Jahrzehnte hin, faktisch konnte die Region bis zum Zweiten Weltkrieg nie ganz befriedet werden. Die japanische Armee besetzte Sumatra von März 1942 bis 1945. Danach versuchten die Niederlande, ihren Einfluss wieder zu errichten; 1949 erkannten sie die Unabhängigkeit Indonesiens an. Aceh hoffte auf regionale Unabhängigkeit, doch es kam zum Einmarsch indonesischer Truppen in die Provinz, was in der Bevölkerung als ausländische Invasion wahrgenommen wurde. Im September 1953 begann in Aceh unter dem Namen Darul Islam ein langanhaltender Aufstand gegen die indonesische Zentralregierung. Nach ersten vergeblichen Versuchen, den Aufstand militärisch niederzuschlagen, ging die Zentralregierung Ende 1956 zu Verhandlungen über. Am 26. Mai 1959 sicherte sie in einem Abkommen der Regionalregierung den Status einer Sonderregion (daerah istimewa) mit Autonomie in religiösen Angelegenheiten zu.
Nachdem 1961 der Frieden nach Aceh zurückgekehrt war, veröffentlichte die Regionalregierung im Januar 1962 ein Programm zum Wiederaufbau und zur Entwicklung der Region. Dieses sah in Art. 39 die Schaffung eines regionalen Fatwa-Rates (majelis ifta) vor. Das regionale Repräsentativgremium verabschiedete im August 1962 eine Resolution, in der es die Anwendung von „Elementen der islamischen Scharia“ (unsur-unsur syariat Islam) für die Muslime forderte. Zur Umsetzung des Beschlusses wurde eine Kommission eingesetzt, die Regeln für die Anwendung der Scharia ausarbeiten sollte. Der Programmpunkt der Schaffung eines Fatwa-Rates wurde 1966 mit der Gründung des Gelehrtenrates (majelis ulama) umgesetzt. Im September 1967 nahm das regionale Repräsentativgremium ein „Memorandum bezüglich des Religiösen Lebens“ in Aceh an, in dem Maßnahmen gegen Missionsaktivitäten christlicher Gruppen gefordert wurden.
Den Separatisten ging der Status als Sonderregion allerdings noch nicht weit genug. In den 1970er Jahren wurde die Widerstandsgruppe Gerakan Aceh Merdeka (GAM; Bewegung Freies Aceh) gegründet; es kam zu zahlreichen Konflikten mit der Zentralregierung. Der Thronfolger der letzten Sultan-Dynastie von Aceh, Prinz Hasan di Tiro, rief am 4. Dezember 1976 die Unabhängigkeit aus. Er floh 1979 nach Schweden und lebte dort bis kurz vor seinem Tod im Juni 2010. Zwischen 1990 und 1998 war die Provinz inoffiziell militärisches Operationsgebiet („Daerah Operasi Militer“, DOM), wo die Armee relativ freie Hand hatte gegen die Separatisten vorzugehen. Mehrere tausend Zivilisten, darunter viele Kinder und alte Menschen, wurden getötet. Willkürliche Verhaftungen, Verschwindenlassen und Folter waren an der Tagesordnung. Bereits 1991 waren die Separatisten militärisch besiegt; sie konnten nur noch kleine Angriffe durchführen. Mit der Operasi Sadar Rencong III startete das indonesische Militär TNI im Februar 2000 den Versuch, die GAM zu zerschlagen. Einheiten von Kostrad und Sondereinheiten der Polizei Brimob wurden nach Aceh verlegt. Auch die Spezialeinheit Kopassus war maßgeblich in der Provinz aktiv; sie verübte zahlreiche Menschenrechtsverletzungen.
Mitte 2001 unterzeichnete der neue Präsident Wahid ein Gesetz, das der Provinz statt vormals 5 % nun 70 % der Einnahmen aus der Erdgasförderung garantierte. 2002 einigten sich die Separatisten und die Regierung auf einen Friedensplan (Cessation of Hostilities Agreement), der aber spätestens im Mai 2003 endgültig scheiterte. Die indonesische Regierung unternahm im Jahr 2004 eine größere Militäraktion gegen die Separatisten.

### Tsunami und Teilautonomie (ab 2004)

Derzeit wird versucht die Flagge der GAM als Flagge der Provinz Aceh durchzusetzen.

Durch das nahe Seebeben im Indischen Ozean am 26. Dezember 2004 und seinen gewaltigen Tsunami wurde die Region stark in Mitleidenschaft gezogen; zehntausende Menschen kamen ums Leben, die Behörden sprechen von Opferzahlen um 300.000. An der Küste wurden sämtliche Häuser und die ganze Umgebung von den Wassermassen zerstört und verwüstet. Der Bürgerkrieg und die von der indonesischen Regierung beschlossene Isolation veranlassten letztere zunächst, die Schwere der Katastrophe zu vertuschen. Dadurch wurden die nötigen Hilfsaktionen verzögert und erschwert.
Am 15. August 2005 unterzeichneten Vertreter der Regierung und die Bewegung Freies Aceh (GAM) in Helsinki ein Friedensabkommen. Das Abkommen sah vor, dass die GAM entwaffnet wird und eine politische Partei gründet. Die indonesischen Sicherheitskräfte sollten sich schrittweise aus der Provinz zurückziehen. Außerdem einigten sich die Konfliktparteien auf eine Teilautonomie der Provinz sowie auf eine Amnestie für verurteilte Mitglieder der GAM. Die Einhaltung des Abkommens wurde von der Aceh Monitoring Mission (AMM) der Europäischen Union, fünf Mitgliedsstaaten der Gemeinschaft Südostasiatischer Staaten (ASEAN) (Brunei, Malaysia, Philippinen, Singapur, Thailand) und Norwegen und der Schweiz überwacht. Hierzu wurden Beobachter unter der Leitung des Niederländers Pieter Feith in den 11 Distrikten eingesetzt. Bis zum 27. Januar 2006 hatte die GAM rund 850 Waffen an die AMM übergeben, im Gegenzug wurden 1.800 Kämpfer und Sympathisanten der GAM aus den Gefängnissen entlassen und erhielten eine Amnestie.

## Politik
Für Konfliktpotential sorgt die Zuwanderung zahlreicher Javaner, die aufgrund der Überbevölkerung der Insel Java von der Regierung in verschiedenen Regionen im Rahmen des „Transmigrasi“-Programms angesiedelt werden. Vielerorts, auch in Aceh, kommt es deshalb zu Konflikten zwischen Zuwanderern und der einheimischen Bevölkerung.
Die Ursachen für die gegenwärtigen Unabhängigkeitsbestrebungen sind vielfältig:
- Die historische Entwicklung und Mangel an Selbstbestimmung: Aceh betrachtete sich stets als eigene Nation, die von Niederländern und der indonesischen Zentralregierung unterdrückt wurde.
- Streit um die Bodenschätze: Der Erdölreichtum steht in Gegensatz zur Armut der Bevölkerung; die Aceh-Bevölkerung sieht sich bezüglich der Bodenschätze von den Javanern ausgeplündert; die Gewinne der Ölkonzessionen landen im entfernten Jakarta, derweilen die Umweltschäden lokale Auswirkungen u. a. auf die Fischerei haben.
- Religion: In Aceh herrscht eine strengere Auslegung islamischer Gesetze (Schari'a) als im restlichen Indonesien.
- Migrationspolitik: Auf der überbevölkerten Insel Java leben knapp mehr als die Hälfte aller Indonesier. Die Regierung siedelt daher im Zuge der Transmigrasi-Politik viele Menschen in andere Regionen um, was vielerorts zu Konflikten mit der einheimischen Bevölkerung führt.

### Menschenrechte
Die Einführung der Scharia ist im Alltag mit einer massiven Einschränkung der persönlichen und religiösen Freiheitsrechte verbunden und sorgt bei einem Teil der Bevölkerung für Unmut. So dürfen Frauen seit Januar 2010 keine engen Hosen mehr tragen, wenn sie nicht einen knöchellangen Rock darüberziehen. Unverheiratete Paare dürfen nicht zu eng nebeneinander sitzen. Unangepasstes Verhalten wird von einer Scharia-Polizei geahndet. Am 11. Dezember 2011 griffen Polizeikräfte 64 junge Punks bei einem Punkkonzert auf, weil ihr Lebensstil nicht mit dem Islam vereinbar sei. Ihnen wurden die Köpfe rasiert, und sie wurden außerhalb der Stadt einem Umerziehungsprogramm unterworfen.
Der Druck auf die Christen wächst unter dem Einfluss der Scharia. Anfang Mai 2012 wurden 17 Kirchengebäude in der Provinz Aceh geschlossen. Von der Scharia-Rechtsprechung sind auch Christen betroffen; ihnen drohen unter anderem Prügelstrafen bei Verhalten, das nicht mit dem Islam vereinbar ist.
Da es laut dem Bürgermeister in der Provinz Aceh die meisten sexuellen Übergriffe im Land gebe, wurde 2015 ein Arbeitsverbot für Frauen nach 23 Uhr erlassen. Nur Krankenschwestern und Hebammen dürfen nach dieser Zeit noch außerhalb ihres Hauses arbeiten. Dies betrifft vor allem Frauen, die in Restaurants, Sport- und Unterhaltungszentren arbeiten. Diese Einrichtungen dürfen Frauen nach dieser Uhrzeit ohne männliche Begleitung auch nicht mehr privat besuchen. Die Religionspolizei achtet darauf, dass allgemein Frauen ohne männliche Begleitung nach 23 Uhr nicht mehr auf der Straße angetroffen werden. Auch die Homosexualität wird geahndet. Im Jahr 2016 erlitten laut Human Rights Watch 339 Menschen Körperstrafen, unter anderem Auspeitschung.

## Schulsystem
Vor der Einführung von säkularen staatlichen Schulen stützte sich das Bildungssystem in Aceh auf die islamische Tradition von Madrasa und Dayah. Heute gibt es zwei parallele Schulsysteme in Aceh: das System der religiösen Dayah-Schulen, das auf den Islam gestützt ist, und das indonesische System, das auf die Produktion von modernen säkularen Bürgern ausgerichtet ist. In den säkularen staatlichen Schulen stehen insbesondere solche Fächer wie Indonesische Sprache, Englische Sprache, Erziehung in Pancasila und Bürgerkunde, Mathematik, Naturwissenschaften, Sozialkunde, Kunst und Handwerk auf dem Plan. In den Dayah-Schulen werden dagegen vor allem die folgenden Fächer kultiviert: Arabische Sprache, Koran und Hadith, ʿAqīda und Ethik, Fiqh und islamische Geschichte. Besonders in den ländlichen Gebieten schicken die Eltern ihre Kinder nach Abschluss der Grundschule (Sekolah Dasar) gerne auf Dayah-Schulen. Das Eintrittsalter liegt bei 12 bis 13 Jahren. Auch viele Mädchen besuchen solche Schulen.